# Hedwigiales
Hedwigiales is een orde van mossen. Het is vernoemd naar Johannes Hedwig, de grondlegger van de moderne bryologie.

## Kenmerken
Het is een middelgroot tot groot acrocarpous mos met onregelmatige vertakking. Een hoofdnerf is normaal gesproken niet aanwezig in de bladeren.

## Taxonomie
Er zijn drie families in de Hedwigiales geplaatst:
- Hedwigiaceae - met een geslacht en twee soorten voorkomend in Azië en Madagaskar
- Helicofylaceae - met vier geslachten en 28 soorten
- Rhacocarpaceae - met twee geslachten en 9 soorten